# Agia di Trezene
Agia di Trezene (VII secolo a.C.) è stato un poeta greco antico.

## Biografia
Non si hanno notizie sulla sua vita mentre della sua opera i Nostoi, Νόστοι, un poema epico in cinque libri, ci sono pervenuti pochi frammenti.

## Nostoi
I Nostoi, appartenenti al ciclo troiano narravano le vicende dei greci durante il loro ritorno in patria dopo la distruzione di Troia.
Anche l'attribuzione dei Nostoi non è certa, in quanto alcuni autori antichi l'attribuivano allo stesso Omero. È, tra l'altro, verosimile che Licofrone abbia conosciuto i Nostoi e ne abbia anche tratto elementi per la sua Alessandra.